# Denise Hinrichsová
Denise Hinrichsová (* 7. června 1987, Rostock, Meklenbursko-Přední Pomořansko) je německá atletka, jejíž specializací je vrh koulí.

## Kariéra
Na mistrovství světa do 17 let v roce 2003 v kanadském Sherbrooke skončila na čtvrtém místě. O dva roky později se stala v litevském Kaunasu juniorskou mistryní Evropy. V roce 2006 získala stříbrnou medaili na mistrovství světa juniorů v Pekingu. V čínské metropoli reprezentovala také o dva roky později na letních olympijských hrách, kde skončila v kvalifikaci. Na halovém ME 2009 v Turíně získala stříbrnou medaili v novém osobním rekordu 19,63 metru. Titul zde mj. získala další Němka Petra Lammertová. V témže roce se stala v Kaunasu mistryní Evropy do 22 let. Stříbro vybojovala na předchozím šampionátu v Debrecínu 2007. Na Mistrovství světa v atletice 2009 v Berlíně obsadila ve finále jedenácté místo. V roce 2010 se umístila na ME v atletice v Barceloně výkonem 18,48 m na osmém místě.
Dříve se věnovala též hodu diskem (os. rekord 51,08 m).

## Osobní rekordy
- hala – (19,63 m – 6. března 2009, Turín)
- venku – (19,47 m – 23. května 2009, Halle)